# João Magno
João Victo Magno de Souza Machado (Nanuque, 15 febbraio 1997) è un calciatore brasiliano, attaccante svincolato.

## Carriera
Cresciuto nelle giovanili dell'Artsul, nel 2016 è stato prestato al Boavista dove ha esordito nel calcio professionistico il 3 luglio, contro l'Espírito Santo in Série D. Successivamente è passato in prestito al Palmeiras ed al Serranense prima di firmare a titolo definitivo con il Grêmio Anápolis nel 2017.
Dopo alcune presenze in seconda divisione è stato prestato al Jataiense fino al termine del campionato. Nei primi mesi della stagione successiva ha giocato 8 incontri e realizzato una rete con il Grêmio Anápolis nel Campionato Goiano. Il 3 luglio 2018 è stato prestato al Braga venendo assegnato alla squadra B. Utilizzato raramente, il 4 gennaio successivo è passato sempre in prestito al Real SC.
Nel giugno 2019 è tornato in Brasile all'Anápolis. Il 17 novembre ha fatto rientro al Grêmio Anapolis ma il 9 dicembre è stato nuovamente prestato all'Anápolis fino al termine del Campionato Goiano. Nel luglio 2020 è tornato in Portogallo al Real SC per tutta la durata della stagione 2020-2021. Un anno più tardi è passato con la stessa formula al Canelas 2010 dove ha realizzato 11 gol in 27 presenze.
Il 28 giugno 2022 ha firmato un contratto biennale con il Paços Ferreira ma solo un mese dopo ha rescisso il legame con il club. Il 3 agosto si è accordato con il F91 Dudelange in Lussemburgo. Con i giallorossi ha segnato 17 gol in 32 incontri.
Il 6 luglio 2023 si è trasferito al Goiás e tre giorni dopo ha debuttato in Série A sostituendo Zé Ricardo contro il Santos e segnando una delle tre reti della squadra, non sufficienti tuttavia ad evitare la sconfitta per 4-3.

## Statistiche

### Presenze e reti nei club
Statistiche aggiornate al 6 giugno 2023.
| Stagione        | Squadra         | Campionato      | Campionato | Campionato | Coppe nazionali | Coppe nazionali | Coppe nazionali | Coppe continentali | Coppe continentali | Coppe continentali | Altre coppe | Altre coppe | Altre coppe | Totale | Totale | Totale |
| Stagione        | Squadra         | Comp            | Pres       | Reti       | Comp            | Pres            | Reti            | Comp               | Pres               | Reti               | Comp        | Pres        | Reti        | Pres   | Reti   |        |
| --------------- | --------------- | --------------- | ---------- | ---------- | --------------- | --------------- | --------------- | ------------------ | ------------------ | ------------------ | ----------- | ----------- | ----------- | ------ | ------ | ------ |
| 2016            | Boavista-RJ     | D               | 2          | 0          |                 | -               | -               |                    | -                  | -                  |             | -           | -           | 2      | 0      |        |
| 2017            | Serranense      | M2/MG           | 2          | 1          |                 | -               | -               |                    | -                  | -                  |             | -           | -           | 2      | 1      |        |
| 2017            | Grêmio Anápolis | PD/GO           | 2          | 0          |                 | -               | -               |                    | -                  | -                  |             | -           | -           | 2      | 0      |        |
| 2017            | Jataiense       | SD/GO           | 9          | 1          |                 | -               | -               |                    | -                  | -                  |             | -           | -           | 9      | 1      |        |
| 2018            | Grêmio Anápolis | SD/GO           | 8          | 1          |                 | -               | -               |                    | -                  | -                  |             | -           | -           | 8      | 1      |        |
| 2018-gen. 2019  | Braga B         | SL              | 4          | 0          |                 | -               | -               |                    | -                  | -                  |             | -           | -           | 4      | 0      |        |
| gen.-giu. 2019  | Real SC         | CdP             | 8          | 0          |                 | -               | -               |                    | -                  | -                  |             | -           | -           | 8      | 0      |        |
| 2019            | Anápolis        | SD/GO           | 3          | 0          |                 | -               | -               |                    | -                  | -                  |             | -           | -           | 3      | 0      |        |
| 2020            | Anápolis        | PD/GO           | 4          | 1          |                 | -               | -               |                    | -                  | -                  |             | -           | -           | 4      | 1      |        |
| 2020-2021       | Real SC         | CdP             | 18         | 5          | TdP             | 1               | 1               |                    | -                  | -                  |             | -           | -           | 19     | 6      |        |
| 2021-2022       | Canelas 2010    | CdP             | 25         | 9          | TdP             | 2               | 2               |                    | -                  | -                  |             | -           | -           | 27     | 11     |        |
| 2022-2023       | F91 Dudelange   | DN              | 28         | 17         |                 | -               | -               | UEL+UECL           | 2+2                | 0                  |             | -           | -           | 32     | 17     |        |
| 2023            | Goiás           | A               | 5          | 2          | CB              | 0               | 0               | CS                 | 1                  | 0                  |             | -           | -           | 6      | 2      |        |
| Totale carriera | Totale carriera | Totale carriera | 118        | 37         |                 | 3               | 3               |                    | 5                  | 0                  |             | -           | -           | 126    | 40     |        |